# Große Hüttener Au
Die Große Hüttener Au (auch Noelsbek, dänisch: Nølsbæk, Nolsbæk, Hytten Å) ist ein Wasserlauf im Kreis Rendsburg-Eckernförde im nördlichen Schleswig-Holstein (Südschleswig). Der Bach entspringt nördlich der Ortschaft Ascheffel in den Hüttener Bergen, fließt an Hütten und der dortigen Kirche vorbei, wo am dortigen Hof früher eine Papiermühle betrieben wurde, und weiter durch die Orte Hummelfeld, Götheby und Fleckeby, ehe er sich hinter Fleckeby mit der Osterbek (Østerbæk) vereinigt und in die Große Breite der Schlei mündet.
Die große Hüttener Au wird auch als Noelsbek bezeichnet. Der Name Noelsbek ist erstmals 1651 als Noelsbeck schriftlich dokumentiert. Die Herkunft des Namens ist unbekannt. Die Au hat einen Zufluss durch die bei Fellhorst entspringende und etwa 2,5 km lange Kleine Hüttener Au sowie durch die Rohau. Im Zuge der Flurbereinigung wurden die Große und die Kleine Hüttener Au 1970 mit dem Ziel der Entwässerung angrenzender Ländereien begradigt. Inzwischen sind Abschnitte wieder renaturiert worden, so mäandriert die Kleine Hüttener Au von der Quelle bis zur Einmündung in die Große Hüttener Au wieder in ihrem natürlichen Bett. 